# John August Anderson
John August Anderson, född 7 augusti 1876, död 2 december 1959, var en amerikansk astrofysiker.

## Biografi
Anderson var från 1916 fysiker vid Mount Wilsonobservatoriet. Han konstruerade ett flertal astrofyskaliska instrument, bland annat en intoferrometer för undersökning av dubbelstjärnor med ringa distans mellan komponenterna, samt utförde en noggrann bestämning av ljusets hastighet.

## Utmärkelser
Nedslagskratern Anderson på månen är uppkallad efter honom.